# X-League
Die X-League ist die höchste professionelle American-Football-Liga in Japan. Sie wurde 1971 als Japan American Football League gegründet, 1987 erfolgte die Umbenennung in X-League. Die Liga besteht aus vier Spielklassen (X1 Super, X1 Area, X2 und X3) mit Auf- und Abstieg zwischen den Spielklassen. In der Liga spielen sowohl Firmenmannschaften als auch Vereinsmannschaften.
Das Finale der X-League ist seit 2021/22 der Rice Bowl um die japanische Meisterschaft. Der Rice Bowl wird bereits seit 1947 ausgetragen, traditionell am 3. Januar. Von 1983 bis 2020 trafen im Rice Bowl der Sieger des Japan X Bowl, des damaligen Finales der X-League, und der Sieger des Koshien Bowl, des Finalspiels der japanischen Universitätsmannschaften aufeinander. Nachdem die Universitätsmannschaften jedoch zunehmend chancenlos im Rice Bowl waren, wird seit 2021/22 der Rice Bowl als Finale der X-League ausgetragen.
Die höchste Spielklasse ist die X1 Super mit acht Mannschaften. Hier spielt landesweit jede Mannschaft ein Mal gegen jede andere Mannschaft. Die vier ersten qualifizieren sich für das Halbfinale. Der Letzte der Tabelle spielt gegen den Sieger der X1 Area ein Relegationsspiel. Bis 2018 war die X1 in drei regionale Divisionen aufgeteilt, die besten drei jeder Division qualifizierten sich für die Runde der Super 9 (früher die besten zwei für die Super 6). In dieser wurden die Play-off-Teilnehmer ausgespielt. 2021 wurde die X1 in X1 Super und X1 Area aufgeteilt.
X1 Area, X2 und X3 sind in regionale Divisionen unterteilt. In Play-offs werden jeweils die Meister der Spielklassen ausgespielt. Zwischen den Spielklassen wird in Relegationsspielen um Auf- und Abstieg gespielt.
Wie in den meisten Ligen in Europa, zum Beispiel der deutschen GFL, wird in der X-League nach College-Football-Regeln gespielt. Ein Viertel dauert dabei 12 statt den üblichen 15 Minuten.

## Mannschaften X1 Super 2024
| Team                     | Standort             | Unternehmen/Verein                    |
| Division West            | Division West        | Division West                         |
| ------------------------ | -------------------- | ------------------------------------- |
| Elecom Kobe Finies       | Kōbe, Hyogo          | Elecom                                |
| Panasonic Impulse        | Kadoma, Osaka        | Panasonic                             |
| Pleiades Fukuoka Suns    | Hakata-ku, Fukuoka   | (vorher otonari Fukuoka Suns)         |
| Sekisui Challengers      | Amagasaki, Hyogo     | (vorher Asahi Soft Drink Challengers) |
| Division Central         |                      |                                       |
| Fuji Film Ebina Minerva  | Ebina, Kanagawa      | Verein                                |
| Fujitsu Frontiers        | Kawasaki, Kanagawa   | Fujitsu                               |
| Nojima Sagamihara Rise   | Sagamihara, Kanagawa | Verein (ehemals Onward Kashiyama)     |
| Oriental Bio Silver Star | Kawasaki, Kanagawa   | Oriental Bio                          |
| Division East            |                      |                                       |
| All Mitsubishi Lions     | Hachiōji, Tokio      | Mitsubishi UFJ Financial Group        |
| IBM Big Blue             | Chiba, Chiba         | IBM                                   |
| Obic Seagulls            | Narashino, Chiba     | Verein (ehemals Recruit)              |
| Tokyo Gas Creators       | Kōtō, Tokio          | Tokyo Gas                             |

## Japan X Bowl
Bis 2002 wurde das Endspiel unter dem Namen Tokyo Super Bowl ausgetragen. Die Zählung wurde fortgesetzt, so dass auf den Tokyo Super Bowl XVI der Japan X Bowl XVII folgte.